# A-thut
A-thut (o A-thoot) és un riu de Myanmar del Districte de Pathein. Néix al llac Kyunlaha i corre en direcció al sud-oest per terres planes fins a desaiguar al riu Kyun-kabo no gaire lluny de Paya-thun-zu. És navegable uns 25 km en temporada de pluges.